# An Post
An Post ('The Post') er en irsk statsejet postvirksomhed. An Post tilbyder en generel postservice i hele Irland, som inkluderer breve, pakker, indlånskonti og eksprespost.
An Post blev etableret i 1984, med baggrund i Postal & Telecommunications Services Act 1983, hvor Post- og Telegrafvæsenet blev delt i An Post og Telecom Éireann.
- An post varevogn
- En irsk postkasse
- Postkontor i Kincasslagh, County Donegal